# Psyra cuneata
Psyra cuneata là một loài bướm đêm trong họ Geometridae.